# Francisca Soler de Ros
Francisca Soler de Ros (Barcelona, 3 de desembre de 1833 - 13 de gener de 1884), coneguda popularment com a Paca Soler, va ser una primera actriu catalana.

## Biografia
Francesca Soler de Ros provenia d'una família acomodada; el seu pare era comandant de l'exèrcit. Debutà amb tan sols disset anys al teatre Olimp del carrer dels Mercaders de Barcelona, amb una companyia d'afeccionats espanyola, i també actuà a la Societat El Fènix o El Pireo. Va actuar repetidament al Teatre Odeon, on va entrar com a primera actriu l'octubre de 1863, i al Teatre Romea. Va fer, sovint, els papers femenins protagonistes de les obres de Frederic Soler, que la considerava la seva actriu predilecta.
Pels voltants de desembre de 1881 es va fer pública la greu malaltia que patia i que la mantingué apartada dels escenaris fins a la seva mort, el 13 de gener de 1884. Està enterrada al Cementiri del Poblenou de Barcelona.

## Trajectòria professional
La temporada de 1863-64 va estrenar a l'Odeon de Barcelona com a primera dama. L'any 1865 treballà al Teatre Principal (Barcelona) i al teatre de la Zarzuela. L'any 1867-68 va passar al teatre Romea.
1864
- L'esquella de la torratxa, de Frederic Soler. Estrenada al Teatre Odeon de Barcelona.

1865
- 4 d'abril. Tal faràs, tal trobaràs, d'Eduard Vidal i de Valenciano. Estrenada al teatre Principal de Barcelona (en el paper de Maria).
- 28 d'abril. El castell dels tres dragons, de Frederic Soler. Estrenada al Teatre Odeon de Barcelona (en el paper de Donya Sol).
- 8 de juliol. Les carbasses de Mont-roig, de Frederic Soler, estrenada al teatre de Varietats de Barcelona (en el paper de Mundeta).
- 7 d'agost. Liceistes i "Cruzados", de Frederic Soler i d'Enric Carreras (pseudònim del mateix Frederic Soler), estrenada al teatre de Varietats de Barcelona (en el paper de Dolores).
- 2 de desembre. Un mercat de Calaf, de Frederic Soler, estrenada al Teatre Odeon de Barcelona (en el paper de Marina).

1866
- 2 de gener. En Joan Doneta, de Frederic Soler i d'Enric Carreras, estrenat al Teatre Odeon (en el paper de Senyora Paula).
- 1 de març. Els herois i les grandeses, de Frederic Soler. Estrenat al Teatre Odeon de Barcelona (en el paper de Marreka, reina).
- 6 d'abril. Les joies de la Roser, de Frederic Soler. Drama en 3 actes i en vers. Estrenat al Teatre Odeon de Barcelona (en el paper de Roser).
- 30 de juliol. O rei o res!, de Frederic Soler i Enric Carreras. Estrena al Teatre de Varietats de Barcelona (en el paper de Dona Margarida).
- 7 de desembre. Les reliquies d'una mare, d'Antoni Ferrer i Codina, estrenada al teatre Romea de Barcelona (en el paper de Maria).
- 20 de desembre. Les modes, de Frederic Soler, estrenada al Teatre Odeon de Barcelona. (en el paper de Ramona).

1867
- 3 d'octubre. La rosa blanca, de Frederic Soler. Drama en 3 actes, estrenat al teatre Romea de Barcelona (en el paper de Rita).
- 7 de novembre. A la quarta pregunta, de Marçal Busquets. Joguina bilingüe en un acte, estrenada al teatre Romea de Barcelona. (en el paper de Donya Elvira).
- 28 novembre. La copa del dolor, de Narcís Campmany.
- 7 de desembre. Les dues nobleses, de Ramon Bordas, estrenada al teatre Romea de Barcelona (en el paper de Donya Clareta).
- 19 de desembre. Un "jefe" de la Coronela, d'Antoni Ferrer i Codina. Drama bilingüe en 3 actes i en vers. Estrenada al teatre Romea de Barcelona (en el paper de Rita, 25 anys).

1868
- 8 d'octubre. Les francesilles, de Frederic Soler. Comèdia en tres actes i en vers. Estrenada al Teatre Romea de Barcelona (en el paper d'Àngela).

1869
- 12 de gener. Les pubilles i els hereus, de Josep Maria Arnau. Estrenada al teatre Romea de Barcelona (en el paper d'Isabel).
- 8 de març. Les papallones, de Frederic Soler. Estrenada al teatre Romea de Barcelona (en el paper de Marta).
- 8 d'abril. El rovell de l'ou o el Pla de la Boqueria, de Frederic Soler. Estrenada al teatre Romea de Barcelona (en el paper de Tuies).
- 30 de novembre. Al camp i a la ciutat, de Josep Maria Arnau. Estrenada al teatre Romea de Barcelona (en el paper de Clara).
- 30 de desembre. Un pom de violes, de Conrad Roure i Bofill. Estrenada al teatre Romea de Barcelona (en el paper de Maria).

1870
- 4 de febrer. Els fadrins externs, de Josep Feliu i Codina, estrenada al teatre Romea de Barcelona de Barcelona (en el paper d'Isabel).
- 17 de març. El collaret de perles, de Frederic Soler, estrenada al teatre Romea de Barcelona (en el paper de Scinta).
- 15 de desembre. Els egoistes, de Frederic Soler, estrenada al teatre Romea de Barcelona (en el paper d'Assumpta).

1871
- 23 de febrer. Els polítics de gambeto, de Frederic Soler, estrenada al teatre Romea (en el paper de Coloma).
- 9 de maig. Caritat, de Joaquim Riera i Bertran, estrenada al teatre Romea de Barcelona (en el paper de Donya Caritat).
- 16 de novembre. El rector de Vallfogona, de Frederic Soler, estrenada al teatre Romea de Barcelona (en el paper de Maria).

1872
- 28 d'octubre. La dida, original de Frederic Soler, estrenat al Teatre Romea (en el paper de Paula).

1874
- 16 d'abril. El ferrer de tall, de Frederic Soler. Estrenat al Teatre Romea de Barcelona (en el paper de La baronessa).

1876
- 4 d'abril. El plor de la madrastra, de Frederic Soler. Estrenada al teatre Romea de Barcelona (en el paper de La Reina Joana Enríquez).

1877
- 22 de febrer. Senyora i majora, de Frederic Soler. Estrenada al teatre Romea de Barcelona (en el paper de Josepa Maria).